# Грег Джанфорте
Грегорі Річард Джанфорте (англ. Gregory Richard Gianforte; нар. 17 квітня 1961, Сан-Дієго) — американський політик, губернатор штату Монтана (з 2021). Член Республіканської партії.

## Біографія
В 1983 отримав у Технологічному інституті Стівенса в Хобокені (Нью-Джерсі) ступеня бакалавра наук і магістра наук, працював інженером, займався приватним підприємництвом.
У 2016 році програв із результатом 46,4 % губернаторські вибори в Монтані Стіву Буллоку.
У 2017 році внаслідок відставки Райана Зінке в Монтані було організовано додаткові вибори до Палати представників від єдиного виборчого округу, на яких Джанфорте отримав 51 % голосів, перемігши демократа Роба Куїста, якого підтримали 44 % виборців. Напередодні голосування Джанфорте був звинувачений у нападі на кореспондента газети The Guardian Боба Джекобса, який висвітлював передвиборчу кампанію.
3 листопада 2020 року за особистої підтримки президента Трампа обраний губернатором Монтани, став першим республіканцем на цій посаді за 16 років. Його суперником був чинний віце-губернатор Майк Куні.